# Machaeropteris eribapta
Machaeropteris eribapta är en fjärilsart som beskrevs av Edward Meyrick 1915. Machaeropteris eribapta ingår i släktet Machaeropteris och familjen äkta malar.
Artens utbredningsområde är Moçambique. Inga underarter finns listade i Catalogue of Life.